# Fly, Robin, Fly
"Fly, Robin, Fly" (em português:  Voe, Robin, Voe) é uma canção do grupo alemão de música disco Silver Convention, incluída no primeiro álbum de estúdio Save Me (1975). Sylvester Levay e Stephan Prager compuseram a canção, e este último produziu. "Fly, Robin, Fly" foi lançado como terceiro single do álbum Save Me em setembro de 1975, alcançado a primeira posição na parada musical norte-americana Hot 100 da Billboard. Graças ao sucesso de "Fly, Robin, Fly", Silver Convention tornou-se o primeiro ato alemão a ter uma canção número um nas paradas musicais norte-americanas.